# Pasquale Rotondi
Pasquale Rotondi (* 12. Mai 1909 in Arpino; † 2. Januar 1991 in Rom) war ein italienischer Kunsthistoriker und Restaurator, der im Zweiten Weltkrieg rund 10.000 Gemälde und andere italienische Kunstschätze vor Zerstörung und Diebstahl rettete. In Anlehnung an die Rettung tausender jüdischer Zwangsarbeiter durch den deutschen Industriellen Oskar Schindler gilt Pasquale Rotondi aus diesem Grund in der italienischen Kunstgeschichte als „Schindler der italienischen Kunstwerke“ (italienisch Schindler delle opere d’arte italiane) und als „Retter des Schönen“ (italienisch Salvatore del bello). Eine entsprechende rund einstündige Dokumentation des italienischen Fernsehens RAI trägt in Analogie zu Steven Spielbergs Spielfilm „Schindlers Liste“ den Titel „Pasquale Rotondis Liste“ (italienisch La lista di Pasquale Rotondi).

## Leben
Pasquale Rotondi wurde 1909 in Arpino geboren und war nach einem Studium der Kunstgeschichte ab 1939 als Kunstkurator der Stadt Urbino tätig. Nach dem Ausbruch des Zweiten Weltkrieges begann er Anfang Juni 1940, Gemälde, Skulpturen, archäologische Fundstücke, Bücher, Manuskripte sowie anderes Kulturgut aus Museen und Sammlungen in der Region Marken sowie den Städten Rom, Venedig und Mailand in der Burg von Sassocorvaro der Familie Ubaldini in der Nähe von Urbino einzulagern. Außer ihm waren nur sein Chauffeur Augusto Pretelli sowie einige in der Burg tätige Verwalter an den Kunsttransporten beteiligt. Unter den von ihm geretteten Kunstgegenständen befanden sich unter anderem Werke der Maler Raffael, Giorgione, Michelangelo Merisi da Caravaggio, Peter Paul Rubens und Tizian. Nach der italienischen Kapitulation 1943 wurden die Kunstwerke im Vatikan untergebracht. Die Rückführung der Kunstschätze begann rund fünf Jahre und drei Monate später nach dem Ende des Krieges.
Pasquale Rotondi blieb bis 1949 in Urbino und zog anschließend nach Genua, um dort eine Stelle als Kurator anzunehmen. Von 1961 bis 1973 war er Direktor des Instituto Centrale per il Restauro, des italienischen Zentralinstituts für Restaurierung, in Rom. Ab 1973 fungierte er als Berater des Vatikans bei der Restaurierung der Sixtinischen Kapelle. Er starb 1991 in Rom infolge eines Verkehrsunfalls.

## Gedenken
Nach Pasquale Rotondi ist der Rotondi Award benannt, ein in den vier geographischen Kategorien „Regional“ (italienisch Sezione Marche für die Region Marken), „Landesweit“ (italienisch Sezione Italia), „Europaweit“ (italienisch Sezione Europa) und „Weltweit“ (italienisch Sezione Mondo) vergebener Preis, der seit 1997 jedes Jahr im Juni in Sassocorvaro von einer Jury aus Kunsthistorikern, Kulturmanagern und Künstlern für herausragende Bemühungen um die Bewahrung von Kunst- und Kulturdenkmälern verliehen wird.
In der Burg Sassocorvaro besteht gegenwärtig unter dem Namen „Arche der Kunst“ (italienisch Arca dell’Arte) ein Museum, in dem originalgetreue Nachbildungen der von Pasquale Rotondi geretteten Kunstwerke ausgestellt sind.
In der großen Schau Arte liberata 1937/1947 im Jahr 2023 wird anhand von Tagebuch-Einträgen aufgedeckt, dass Rotondi mit seiner Frau 1943 nach der Einquartierung der Wehrmacht in Urbino die Gemälde von Andrea Mantegna, Tintoretto und Giorgone unter dem Ehebett versteckt hat.

## Veröffentlichungen (Auswahl)
- Il Palazzo Ducale di Urbino. Zwei Bände. Urbino 1951; englische Ausgabe: The Ducal Palace of Urbino: Its Architecture and Decoration. London 1969
- Il Palazzo di Antonio Doria a Genova. Genua 1958
- La Galleria Nazionale di Palazzo Spinola a Genova. Mailand 1967